# Slaget vid Little Bighorn
Slaget vid Little Bighorn ägde rum 25–26 juni 1876 i närheten av floden Little Bighorn i Montana och är det mest kända slaget under stora siouxkriget i USA.

## Krigets orsaker

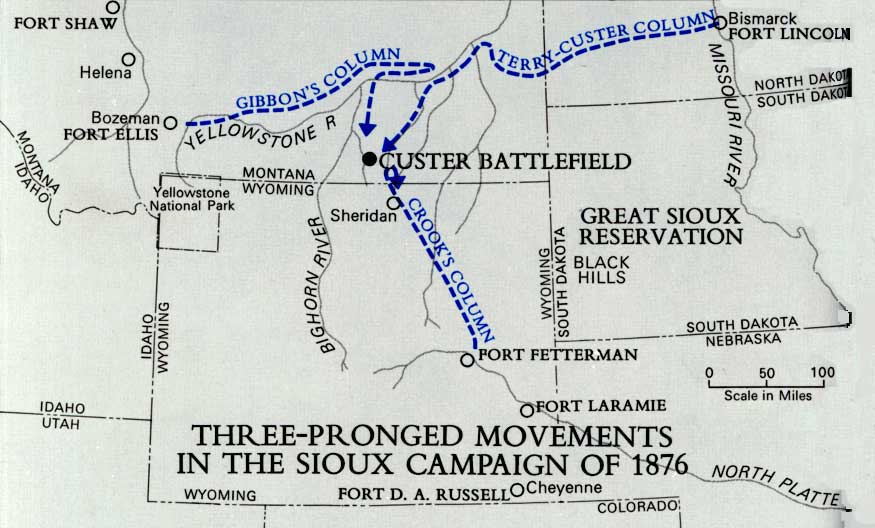
Karta över uppmarschen mot Little Bighorn.

Siouxhövdingen Red Clouds krig 1866–1868 slutade med seger för siouxerna och amerikanerna tvingades överge sina uppbyggda fort längs Bozemanleden i Powder River-området. Därefter var det förbjudet för vita att ta sig in i området utan indianernas godkännande. Under 1874 genomförde general Custer vissa rekognoseringsuppdrag in i det nutida Wyoming och under dessa fann man guldfyndigheter i Black Hills (de svarta kullarna). Området var heligt för indianerna, vilket bidrog i extra grad till att de var motvilliga att släppa in de vita guldletare och bosättare som efter guldfyndet började strömma in i området. Amerikanska armén försökte till en början efterleva det fredsfördrag som upprättats med Red Cloud att inga vita hade tillträde dit. Armén eskorterade alla vita som påträffades ut ur området och ställde dem inför rätta. Alla åtalade frikändes emellertid, och tidningarna talade om vilken skandal det var att ett så väldigt område uppläts åt de "barbariska rödskinnen".
Under slutet av 1875 ökade anstormningen från de vita guldletarna och armén övergav sina försök att hindra dem. Detta brott mot fredsfördraget försvarade man med att indianerna redan brutit mot fördraget genom att överfalla och döda guldletare och nybyggare. Armén beslutade sig för att rikta in sig på de "laglösa" indianskaror som under hövdingarna Sitting Bull och Crazy Horse levde ett nomadliv på slätterna. De anklagades för alla våldsdåd och för att ha uppeldat de fredliga stammarna som höll kontakt med indianagenterna. Därför proklamerade man att de indianer som inte infann sig hos agenterna före den 31 januari 1876 skulle klassas som fientliga och laglösa. Mot dessa skickades straffexpeditioner för att komma till rätta med problemet. Under tiden anslöt sig allt fler av de "laglydiga" indianerna till de "laglösa" på slätterna, fast beslutna att hellre dö i ärofull strid än att långsamt svälta ihjäl på de bristfälliga ransonerna som tillhandahölls av indianagenterna.

## Slagets början

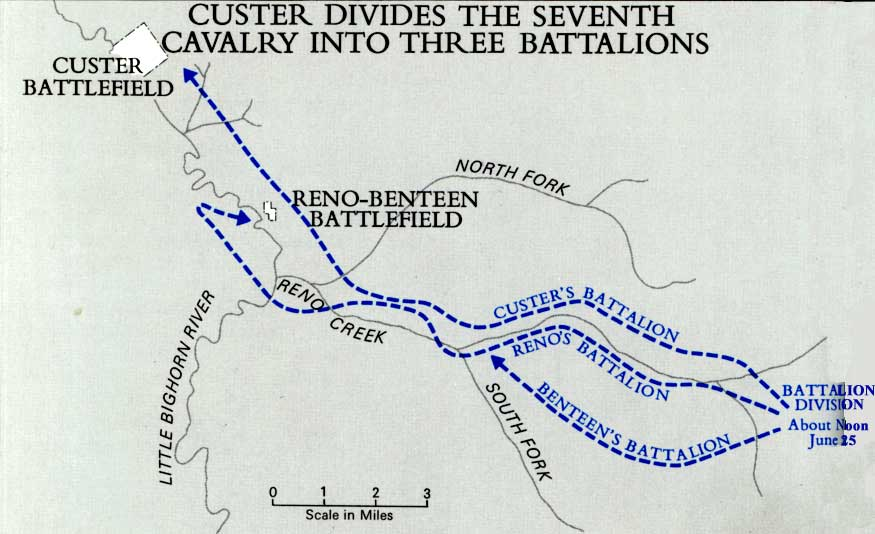
Karta som visar Sjunde kavalleriets tre bataljoner.

Sitting Bull och Crazy Horse hade samlat sina stammar för buffeljakt. Indianernas aktiviteter sågs av militären som ett hot eftersom indianerna hade lämnat sitt reservat. Från Fort Ellis gick general Gibbon med 450 man. Från Fort Lincoln gick general Terry med 2 700 man inklusive överstelöjtnant George Armstrong Custers 7:e kavalleri omfattande 611 man. Från Fort Fetterman gick general Crook med 1 200 man. Indianernas spejare hade redan 16 juni 1876 sett trupprörelserna. Crazy Horse tog befälet över indianerna och bestämde sig för att anfalla innan amerikanerna hann samla sig. Målet var att anfalla och överrumpla Crook och den 17 juni 1876 angrep man Crook som vilade vid Rosebud River. Crook blev så överrumplad att han bestämde sig för att retirera. Terry och Custer visste inte om att Crook hade förlorat slaget vid Rosebud River. Marcus Reno hade rekognoscerat och beräknat indianernas antal till 1 500 stycken, vilket var en felbedömning. Det troliga är att det rörde sig om många fler.

## Slaget

Kolonnernas rörelse på slagfältet. A = Custers; B = Renos; C = Benteen; D = Yates; E = Weir.

Terry ville omringa indianerna och se till att de inte kunde fly. Terry ville därför att Custer skulle vänta in Gibbon och honom själv innan han anföll indianerna. Custer ville inte vänta när han fick upp spår efter indianerna, varför han delade upp sin styrka. Major Reno gick söder om Little Bighorn river och Kapten Benteen, liksom Custer, gick norr om floden. Custers trupp marscherade snabbare, till och med på natten, och hann därför fram före de andra styrkorna. Reno marscherade mot indianernas läger. Crazy Horse anföll och Reno, som överraskades av indianernas stora antal, retirerade in i en skog, över en flod och sedan upp på en kulle. Det hela övergick till flykt då varje soldat främst försökte rädda sig själv och många höggs ihjäl på vägen. Custer, som försökte smyga norr om lägret för att kunna falla dem i ryggen, överraskades av hövding Galls styrkor. Han vek av mot nordväst bort från sin huvudstyrka. Crazy Horse hade nu återvänt och anföll Custer, som därmed var fångad mellan två styrkor.
Ledare för soldaterna var överstelöjtnant George Armstrong Custer. Detta kom att bli Custers sista strid. Siouxindianerna leddes av sin hövding Crazy Horse och indianerna dödade såväl Custer som samtliga 235 soldater i hans 7:e kavalleri. I många målningar skildras slagets sista minuter med att Custer och några av hans män står organiserade i en klunga medan indianerna rider på hästar runt dem (som på målningarna i den här artikeln). Detta är dock fel. Troligtvis var de sista minuterna helt oorganiserade och Custers soldater sköt nog planlöst på både indianerna och sina egna. När Custers styrkor hade utplånats, hade Reno och Benteen gått i försvarsställning på höjden. Upplösning och odisciplin hade kännetecknat de skakade trupperna runt höjden då Reno som personligen var mycket skakad efter att en av hans bästa vänner stupat. Hans största bekymmer tycks varit att rädda vännens kropp. Först när kapten Benteen anlände organiserades försvaret.  Indianerna avstod emellertid från att anfalla dem, då de insåg att Terrys och Gibbons styrkor snart skulle anlända. Indianerna återvände i stället till reservatet.

## Efter slaget

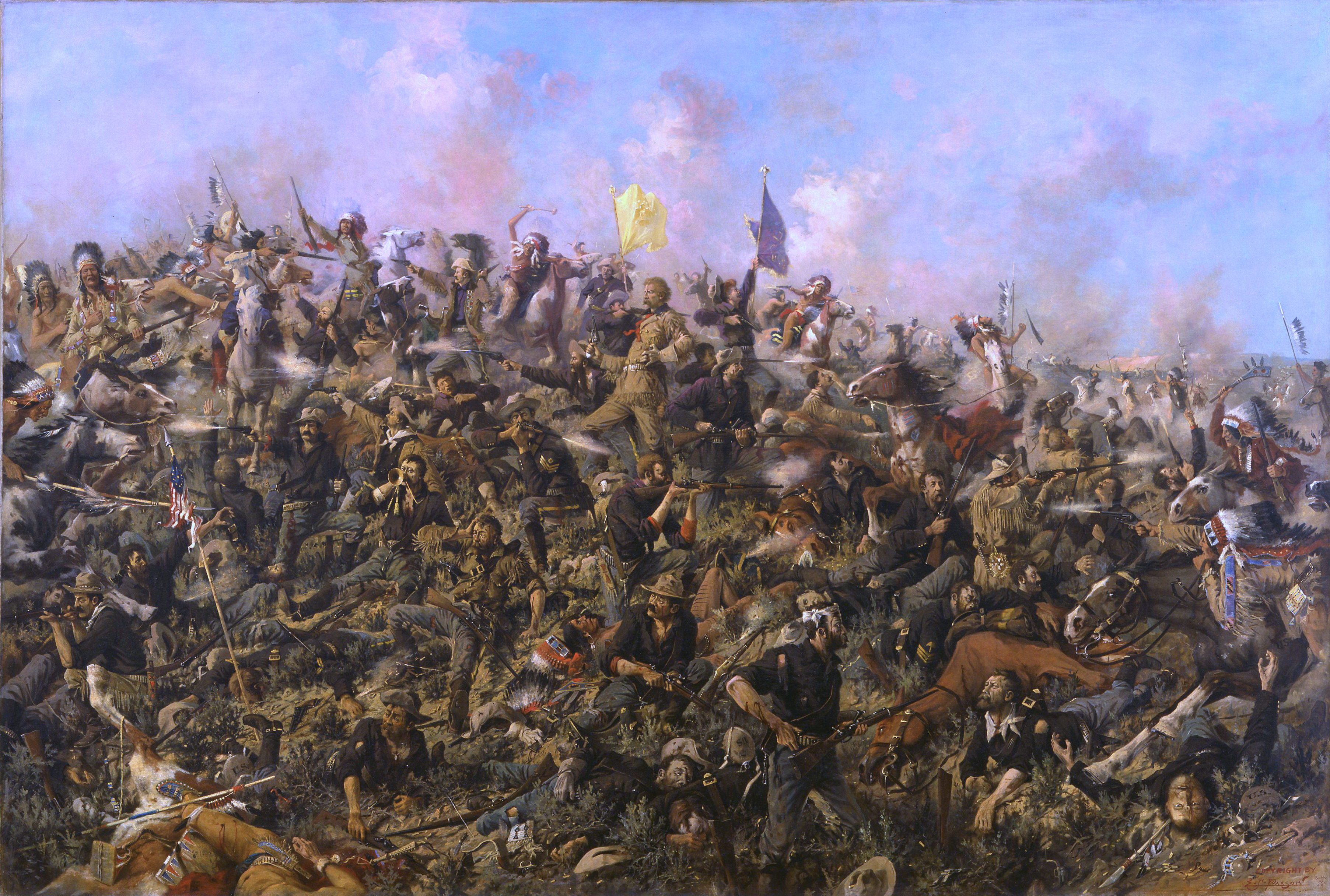
Custers sista strid. Romantiserad framställning.

Snart fick general Terry, som närmade sig området, information om katastrofen. Det gick till på följande vis:
Terry och hans män red in i det stora indianlägret som låg övergivet och delvis eldhärjat och där högar av föremål låg kringströdda - hudar, torkat kött, sadlar, filtar och hushållsartiklar. På sin jakt efter souvenirer hittade soldaterna ett par blodiga uniformbyxor med orden 'Sturgis - sjunde kavalleriet' påsydda och dessutom ett antal lik av vita män som saknade huvuden. När man sedan påträffade kavallerisadlar och annan militär utrustning började man tro att en katastrof verkligen hade inträffat och så kom löjtnant Bradley, som i spetsen för en trupp rekognoserat i kullarna, framridande till general Terry och avlade den första officiella rapporten om Custers död:
- General! Jag har en mycket allvarlig rapport att avlägga. Jag har funnit etthundranittiosju lik däruppe bland kullarna.
- Av vita män?
- Ja, general.
Terry lämnade platsen för att söka upp resten av regementet under Renos befäl, snart såg man kullen där de övriga trupperna befann sig. De var helt ovetande om vad som skett med Custer och hans män. Reno sände en löjtnant Wallace för att möta Terry och följande samtal utspann sig mellan de båda:
-Vilka är det där? frågade Terry.
- Major Reno och kapten Benteen med sju skvadroner samt träng. Terry fortsatte att i detalj fråga vad som hade hänt, hur striden börjat och resultatet. Så fort Wallace fick tillfälle, frågade han:
- General Custer, var är han?
- Det ser ut som om general Custer och hans fem skvadroner på sammanlagt tvåhundrasextiofyra dragoner har nedgjorts till sista man, svarade Terry.
Männen som kom från Renos kulle satt som förstenade och fattade inte genast vad de hörde. Till sist sade löjtnant Wallace: 
- Och vi som...vi som trodde, att det var vi som hade utkämpat det stora slaget mot siouxerna.
Den ende överlevande från Custers trupper som Terrys män fann var en sårad häst. Det var en större massaker än Fettermanmassakern som inträffade under Röda molnets krig den 21 december 1868.

## Efterspel

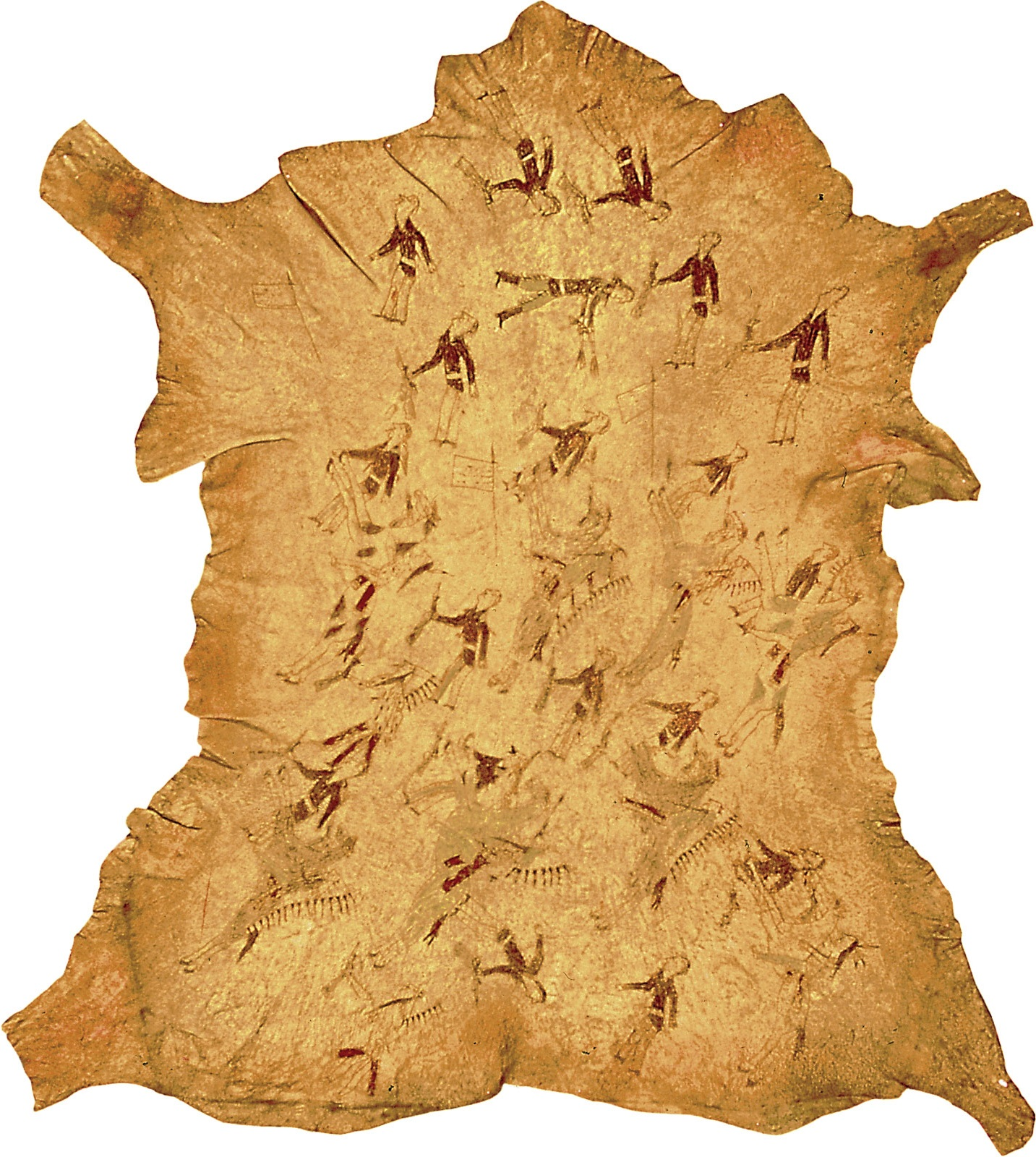
En siouxindiansk framställning av slaget vid Little Big Horn.

Crazy Horse mördades året efter detta. Detta år var svårt för Crazy Horse, hans stam drabbades av en epidemi och hans bror mördades av en guldgrävare. Crazy Horse gick med på förlikning och att flytta sin stam till reservatet. Under förhandlingarna lurades han dock in i ett rum där han knivhöggs till döds.
Bland amerikanerna orsakade händelsen stor förtvivlan, hämndlystnad och ilska. General Custer hade alltid varit en krigslysten arrogant man som ständigt jagade ära och berömmelse vilket enligt hans kritiker ofta resulterade i huvudlösa attacker, men han hade också fina meriter och viss charm. Detta gav honom både talrika vänner och fiender, dessa rök efter slaget vid Little Bighorn samman i en stor debatt om vems felet för katastrofen varit. En omfattande utfrågning av de inblandade inleddes. Custers anhängare utsåg major Reno som syndabock, och menade att han varit alltför släpphänt och direkt feg som inte kommit Custer till undsättning. Reno och Benteen hade hört skottlossningen från Custers strid men uppgav att de inte hade tvivlat ett ögonblick på att han skulle segra.
Custer hade varit nära vän till general Philip Sheridan Detta gjorde bland annat att Reno och Benteen inte drog jämnt med Custer, vilket under förhören anfördes som argument för att de inte kommit Custer till hjälp. De som tog Reno i försvar gjorde det snarare av motvilja till Custer och för att komma åt hans hjältegloria än för Renos skull. Reno rentvåddes i förhören men hans karriär gick i kras, han blev alltmer alkoholiserad och ställdes senare inför krigsrätt för att ha antastat en annan officers hustru och dömdes till avsättning från sin tjänst.

## Svenskarna med Custer
Vid tiden för slaget vid Little Bighorn tjänstgjorde två svenskar i Sjunde kavalleriregementet.
- Ansgarius Borén, f.d. student, född i Linköping 1850. Tjänstgjorde i kompani B: 12/2 1872 - 12/2 1877.[5]
- Emil O. Jonson, född i Kalmar 1853. Tjänstgjorde i kompani A: 22/6 1874 - 24/1 1878.[6]